# Георги Манев (физик)
Вижте пояснителната страница за други личности с името Георги Манев.
Георги Иванов Манев е виден български физик, професор, първият университетски преподавател по теоретична физика в България. Завършва Физико-математическия факултет на Софийския университет (1905), работи като учител по физика и математика в Търновската мъжка гимназия и специализира теоретична физика в Тулуза, Франция (1913 – 1914).
Във Физико-математическия факултет на Софийския университет е избран за асистент по физика през 1919. Спечелва конкурса за доцент по математическа физика през 1921 година, а от 1925 е извънреден професор по теоретична физика. Избран е за ръководител на катедрата по теоретична физика през 1935 година. Бил е декан на Физико-математическия факултет (1926 – 1927 и 1930 – 1931), ректор на Софийския университет (1936 – 1937) и министър на народното просвещение през 1938 година. Написал е първия български университетски учебник по теоретична физика „Увод в теоретичната физика“ I и II част (1938 – 1940) и „Увод във векторното смятане“ (1934). Има над 30 научни публикации, половината от които са отпечатани във френски, немски и английски научни списания, а останалите са отпечатани на български език в Годишника на Софийския университет.

## Памет
На Георги Манев е наречена улица в квартал „Витоша“ в София (Карта).

## Трудове
- Г. Ив. Манев, „Приложение на векторните методи при лъчевия вектор“ (1920)
- Г. Ив. Манев, „Заместване на релативния принцип с разширения реакционен принцип“, Годишник на СУ, ФМФ, T. 20, кн. 5, с. 121 (1924)
- Г. Ив. Манев, Гравитацията и реакционния принцип, Годишник на СУ, ФМФ, т. 20, кн. 5, с. 141 (1924)
- Г. Ив. Манев, Космологичната проблема и реакционния принцип, Годишник на СУ, ФМФ, т. 20, кн. 1, с. 167 (1924)
- Г. Ив. Манев, Електромагнитно разглеждане на гравитацията, Годишник на СУ, ФМФ, т. 25, кн. 1, с. 1 (1929)
- Г. Ив. Манев, Масата на енергията и електричния товар на Земята, Годишник на СУ, ФМФ, т. 25, кн. 1, с. 17 (1929)
- Г. Ив. Манев, Принос към гравитацията, Годишник на СУ, ФМФ, т. 26, кн. 1, с. 295 (1930)
- Г. Ив. Манев, Линейният елемент ds и енергията на общата релативна теория, Годишник на СУ, ФМФ, т. 26, кн. 1, с. 321 (1930)
- Г. Ив. Манев, Още за масата на енергията и електричния товар на Земята, Годишник на СУ, ФМФ, т. 26, кн. 1, с. 341 (1930)
- Г. Ив. Манев, Субстанциално разглеждане на гравитацията, Годишник на СУ, ФМФ, т. 27, кн. 1, с. 355 (1931)
- Г. Ив. Манев, Върху фактора [ланда] на новите космологични теории, Годишник на СУ, ФМФ, т. 28, кн. 1, с. 71 (1932)
- Г. Ив. Манев, Принципът за най-малкото действие и релативната теория, Годишник на СУ, ФМФ, T. 30, кн. 1, с. 285 (1934)
- Г. Ив. Манев, Върху ефектите на релативната теория, Годишник на СУ, ФМФ, т. 30, кн. 1, с. 321 (1934)
- Г. Ив. Манев, „Увод във векторното смятане“ Архив на оригинала от 2016-06-07 в Wayback Machine. (1934)
- Г. Ив. Манев, Върху геометричния характер на общата релативна теория, Годишник на СУ, ФМФ, т. 31, кн. 1, с. 123 (1935)
- Г. Ив. Манев, Върху релативната квантова вълнова механика, Годишник на СУ, ФМФ, т. 31, кн. 1, с. 143 (1935)
- Г. Ив. Манев, Космичното лъчене като основа за единна теория на електричеството и гравитацията, Годишник на СУ, ФМФ, т. 32, кн. 1, София, 1936, с. 223 – 225 (1936)
- Г. Ив. Манев, „Увод в теоретичната физика“, Част I Учение за материята. Обща механика. Механика на деформиращите се тела. Теория на топлината[неработеща препратка] (1938)
- Г. Ив. Манев, Върху разширения принцип за действието и противодействието, Юбилеен сборник на Физико-математическото дружество в София, част ІІ, 1939, с. 114 – 120 (1939)
- Г. Ив. Манев, „Увод в теоретичната физика“, Част II Учение за етера. Електричество и магнетизъм. Теория на светлината. Атомистика на електричните явления[неработеща препратка] (1940)